# Namundra leechi
Namundra leechi là một loài nhện trong họ Gnaphosidae.
Loài này thuộc chi Namundra. Namundra leechi được miêu tả năm 2007 bởi Norman I. Platnick & Bird.